# Podlipoglav
Podlipoglav – wieś w Słowenii, w gminie miejskiej Lublana. W 2018 roku liczyła 206 mieszkańców. 